# Ferrovia del Nord (Portogallo)
La ferrovia del Nord (in portoghese Linha do Norte, letteralmente "Linea del Nord") è la ferrovia principale del Portogallo. Essa collega le città di Lisbona e Porto con un percorso di 336 km. Collega anche le città di Santarém, Entroncamento, Coimbra e Aveiro. Dalla linea si diramano le due linee: della Beira Bassa e della Beira Alta, transito internazionale per Spagna e Francia.

## Storia

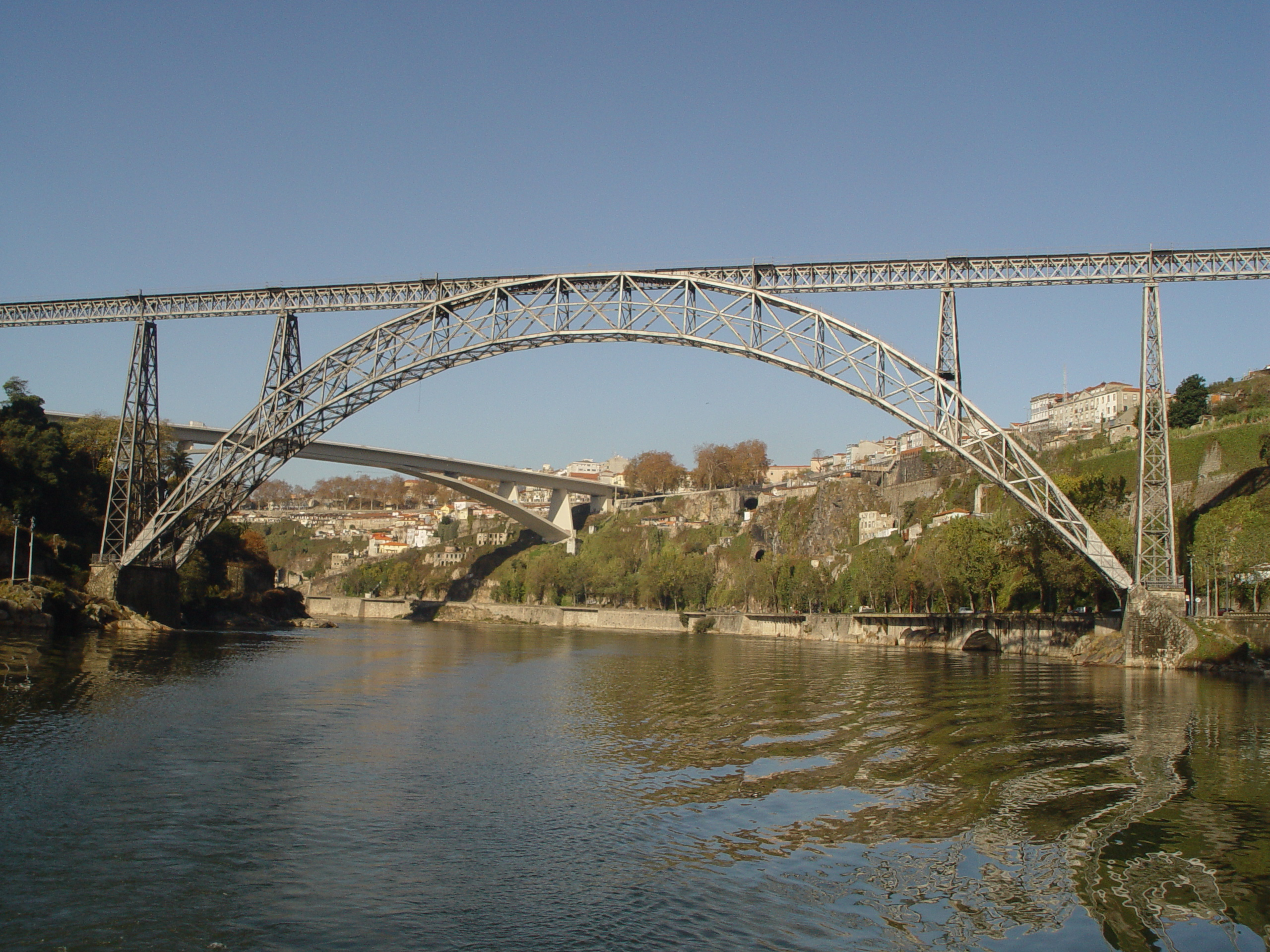
Il ponte Maria Pia, costruito nel 1877 dall'ingegnere Gustave Eiffel

Dalla metà del XIX secolo in Portogallo furono intraprese iniziative per collegarsi con la rete ferroviaria alla Spagna; una società britannica si offerse di costruire una ferrovia con origine a Lisbona. Il 30 ottobre 1856 venne aperta la prima tratta ferroviaria da stazione di Lisbona Santa Apolónia a Carregado e, a differenza della Spagna, venne realizzata a scartamento normale; venne attivato l'esercizio con trazione a vapore. In seguito, con la connessione alla rete ferroviaria spagnola, venne effettuato il cambio di scartamento. Nel 1857, languendo i lavori di costruzione, lo Stato portoghese acquisì la proprietà di fatto della linea attraverso l'acquisto di azioni. Nel 1860 il finanziere spagnolo José de Salamanca y Mayol fu incaricato del proseguimento della costruzione e a tale scopo fondò la Companhia Reale dos Caminhos de Ferro Portugueses. Il 7 novembre 1862 la linea raggiunse Santarém. Un anno più tardi raggiunse Constância.
Per completare la linha do Norte il 9 novembre 1862 venne realizzato il cosiddetto itinerario di Vila Nova de Gaia. Il 7 luglio 1864 venne chiuso il collegamento tra Estarreja e Constância, permettendo di viaggiare in treno da Lisbona fin quasi a Porto. Mancava ancora il ponte Maria Pia, realizzato il 4 novembre 1877.
Nel 1882 iniziò la circolazione tra Lisbona e Madrid di treni passeggeri rapidi e, dal 1887, ebbe inizio il servizio Sud Express che collegava Lisbona e Calais, in Francia.
Il primo raddoppio di tracciato fu attivato l'8 aprile del 1893 tra Lisbona ed Entroncamento.
La sezione Lisbona-Entroncamento, venne elettrificata nel 1958 a corrente alternata monofase a 25 kV, 50 Hz; in seguito fu elettrificata la linea intera.
Nel 1992 entrò in servizio il ponte di São João che sostituiva quello storico di Gustave Eiffel e, nel 1998, la stazione di Lisbona Oriente.

## Caratteristiche
|  |  |  | Continuation backward |

| Unknown route-map component "tCONTg" |  | Unknown route-map component "utCONTg" | Straight track |  |  |

| Unknown route-map component "tSTR" |  | Unknown route-map component "utXBHF-L" | Unknown route-map component "XBHF-R" |  |  |

| Unknown route-map component "tSTR" |  | Unknown route-map component "utCONTf" | Unknown route-map component "eKRWgl" | Unknown route-map component "exKRW+r" |  |

| Unknown route-map component "tSTRl" | Unknown route-map component "eABZq+l" + Unknown route-map component "PORTALr" | Unknown route-map component "TUNNEL1q" | Unknown route-map component "exABZql" + Unknown route-map component "eKRZr" | Unknown route-map component "exKRZ" | Unknown route-map component "exSTR+r" |

|  | Unknown route-map component "exTUNNEL1" |  | Unknown route-map component "hSTRa" | Unknown route-map component "exLSTR" | Unknown route-map component "exSTR" |

| 335,082 |
| 334,850 |

| Unknown route-map component "exCONTgq" | Unknown route-map component "extSTRaq" + Unknown route-map component "exhSTRa@g" | Unknown route-map component "extSTReq" | Unknown route-map component "ehKRZ" | Unknown route-map component "exSTRr" | Unknown route-map component "exSTR" |

|  | Unknown route-map component "exhKRZWe" | Transverse water | Unknown route-map component "hKRZW" | Transverse water | Unknown route-map component "exhKRZWae" |

|  | Unknown route-map component "exSTRl" | Unknown route-map component "exSTRq" | Unknown route-map component "ehABZg+r" |  | Unknown route-map component "exSTR" |

|  |  | Unknown route-map component "uXBHF-L" | Unknown route-map component "XPLTeq" + Stop on track |  | Unknown route-map component "exSTR" |

|  |  | Unknown route-map component "uCONTf" | Unknown route-map component "eABZg+l" | Unknown route-map component "exTUNNEL2q" | Unknown route-map component "exSTRr" |

|  | Unknown route-map component "ENDEaq" | Unknown route-map component "ABZgr" |  |

|  |  | Non-passenger station/depot on track |

|  |  |  | Station on track |

|  | Stop on track |

|  | Stop on track |

|  |  | Unknown route-map component "eABZgl" | Unknown route-map component "exKDSTeq" |

|  |  |  | Station on track |

|  | Stop on track |

|  | Stop on track |

|  | Stop on track |

|  |  |  | Station on track |

|  |  | Unknown route-map component "eSHI3gl" | Unknown route-map component "exvSHI3+r-" |

|  |  | Unknown route-map component "tSTRa" | Unknown route-map component "exvBHF-KBHFa" |

|  |  |  | Unknown route-map component "tBHF" | Unknown route-map component "exvSTR" |  |

|  |  | Unknown route-map component "tSTRe" + Unknown route-map component "exSTRc2" | Unknown route-map component "exv-STR" + Unknown route-map component "exvSTR3-" |

|  |  | Unknown route-map component "c" | Unknown route-map component "eABZg+1" | Unknown route-map component "c" + Unknown route-map component "exSTRc4" | Unknown route-map component "KBHFxa" |

|  |  | Unknown route-map component "c" | Straight track | Unknown route-map component "c" | One way leftward |

|  |  |  | Stop on track |

|  |  | Stop on track |

|  |  | Station on track |

|  |  | Stop on track |

|  |  | Stop on track |

|  | Unknown route-map component "exCONTgq" | Unknown route-map component "eABZgr" |  |

|  |  | Station on track |

|  | Stop on track |

|  | Stop on track |

|  | Unknown route-map component "SPLa" |

|  | Unknown route-map component "vDST-STR" |

|  | Unknown route-map component "SPLe" |

|  |  |  | Station on track |

|  | Stop on track |

|  | Stop on track |

|  | Transverse water | Unknown route-map component "hKRZWae" | Transverse water |

|  | Unknown route-map component "SPLa" |

|  | Unknown route-map component "vSTR-DST" |

|  |  |  | Unknown route-map component "BHFSPLe" |

|  | Unknown route-map component "SPLa" |

|  | Unknown route-map component "vSTR-DST" |

|  | Unknown route-map component "SPLe" |

|  |  | Unknown route-map component "CONTgq" | Unknown route-map component "ABZgr" |  |  |

|  | Transverse water | Unknown route-map component "hKRZWae" | Transverse water |

|  |  |  | Straight track | Unknown route-map component "STR+l" | Unknown route-map component "CONTfq" |

|  | Unknown route-map component "exCONTgq" | Unknown route-map component "eKRZu" | Unknown route-map component "eABZg+r" |

|  | Unknown route-map component "exCONTgq" | Unknown route-map component "eABZg+r" | Straight track |

|  |  |  | Unknown route-map component "XBHF-L" | Unknown route-map component "KXBHFe-R" |  |

|  | Stop on track |

|  |  |  | Station on track |

|  |  |  | Station on track |

|  | Stop on track |

|  |  |  | Station on track |

|  | Stop on track |

|  | Stop on track |

|  |  |  | Station on track |

|  | Stop on track |

|  | Unknown route-map component "exCONTg" | Straight track |  |

|  | Unknown route-map component "exSHI3l" | Unknown route-map component "exvSHI3+r-" + Unknown route-map component "vSHI1+l-STR+l" | Unknown route-map component "CONTfq" |

|  |  |  | Unknown route-map component "BHFSPLe" |

|  |  | Unknown route-map component "vSHI1+l-STR+l" | Unknown route-map component "KDSTeq" |

|  |  |  | Unknown route-map component "BHFSPLe" |

|  | Stop on track |

|  | Stop on track |

|  |  | Unknown route-map component "ABZg+l" | Unknown route-map component "KDSTeq" |

|  |  |  | Station on track |

|  |  | Unknown route-map component "ABZg2" | Unknown route-map component "STRc3" |

|  |  |  | Unknown route-map component "LSTR" + Unknown route-map component "STRc1" | Unknown route-map component "KBHF2+4xe" | Unknown route-map component "exSTRc3" |

|  |  |  | Unknown route-map component "LSTR" | Unknown route-map component "exSTRc1" | Unknown route-map component "exCONT4" |

|  | Transverse water | Unknown route-map component "hKRZWae" | Transverse water |

|  | Stop on track |

|  | Stop on track |

|  | Stop on track |

|  |  |  | Station on track |

|  | Stop on track |

|  | Stop on track |

|  | Stop on track |

|  | Stop on track |

|  |  |  | Unknown route-map component "BHFSPLa" |

|  |  | Unknown route-map component "CONTgq" | Unknown route-map component "vSTRr-SHI1r" |  |  |

|  | Stop on track |

|  |  | Unknown route-map component "vSHI1+l-STR+l" | Unknown route-map component "KDSTeq" |

|  |  |  | Unknown route-map component "BHFSPLe" |

|  | Stop on track |

|  | Stop on track |

|  |  |  | Station on track |

|  | Non-passenger station/depot on track |

|  |  |  | Station on track |

|  | Stop on track |

|  |  |  | Station on track |

|  | Enter and exit tunnel |

|  |  |  | Station on track |

|  | Stop on track |

|  | Enter and exit tunnel |

|  |  |  | Station on track |

|  | Stop on track |

|  | Non-passenger station/depot on track |

|  | Stop on track |

|  |  |  | Unknown route-map component "ABZg+l" | Unknown route-map component "CONTfq" |  |

|  |  |  | Station on track |

|  |  |  | Unknown route-map component "vSHI1+l-STR+l" | Unknown route-map component "CONTfq" |  |

|  | Unknown route-map component "KDSTaq" | Unknown route-map component "ABZ+lr" + Unknown route-map component "SPLe" | Unknown route-map component "KDSTeq" |

|  |  | Scenic interest | Station on track |  |  |

|  |  | Unknown route-map component "ABZgl" | Unknown route-map component "KDSTeq" |

| Unknown route-map component "exCONTg" | Straight track |

| Unknown route-map component "exKXBHFe-L" | Unknown route-map component "XBHF-R" |

|  |  |  | Station on track |

|  |  | Unknown route-map component "vSHI1+l-STR+l" | Unknown route-map component "KDSTeq" |

|  | Unknown route-map component "HSTSPLe" |

|  |  |  | Station on track | Scenic interest |  |

| Unknown route-map component "exCONTgq" | Unknown route-map component "eABZg+r" |

|  | Stop on track |

|  | Non-passenger station/depot on track |

|  | Stop on track + Unknown route-map component "lhSTRa@f" |

|  |  |  | Unknown route-map component "hkABZg2" | Unknown route-map component "hkSTR-c3" |  |

|  |  |  | Unknown route-map component "hSTR+hk12" | Unknown route-map component "hkABZl+34" | Unknown route-map component "hCONTfq" |

|  |  |  | Unknown route-map component "hkABZg+1" | Unknown route-map component "hkSTR-c4" |  |

|  |  |  | Station on track + Unknown route-map component "lhSTRe@g" |

|  | Stop on track |

|  | Stop on track |

|  |  | Unknown route-map component "vSHI1+l-ENDEa" |

|  |  |  | Unknown route-map component "vBHF" |

|  | Unknown route-map component "SPLe" |

|  | Stop on track |

|  |  |  | Station on track |

|  | Stop on track |

|  | Non-passenger station/depot on track |

|  |  |  | Station on track |

|  | Stop on track |

|  | Unknown route-map component "eHST" |

|  |  | Unknown route-map component "vSHI1+l-ENDEa" |

|  |  |  | Unknown route-map component "BHFSPLe" |

|  |  | Unknown route-map component "ABZg+l" | Unknown route-map component "KDSTeq" |

|  |  |  | Unknown route-map component "BHFSPLa" |

| Unknown route-map component "KDSTaq" | Unknown route-map component "vABZg+r-STR" |

| Unknown route-map component "KDSTaq" | Unknown route-map component "vABZgr-STR" |

|  | Unknown route-map component "vÜSTu+r" |

|  |  |  | Unknown route-map component "vHST" |

| Unknown route-map component "KDSTaq" | Unknown route-map component "vABZg+r-STR" |

|  |  |  | Unknown route-map component "vHST" |

|  |  | Unknown route-map component "vSTR" + Unknown route-map component "v-SHI4l" | Unknown route-map component "v-SHI4+r" |

|  |  | Unknown route-map component "vSTR-SHI2gl" | Unknown route-map component "vSHI2+r-" + Unknown route-map component "v-LSTR" |

|  |  | Unknown route-map component "dSTR" | Unknown route-map component "vÜWBl" | Unknown route-map component "dLSTR" |

|  |  | Unknown route-map component "vWBRÜCKE1" | Unknown route-map component "DSTSPLe" |

|  |  | Unknown route-map component "vHST" | Unknown route-map component "LSTR" |

|  |  | Unknown route-map component "vSTR-SHI3g+l" | Unknown route-map component "SHI3r" |

|  | Unknown route-map component "vÜSTr" |

|  | Unknown route-map component "vHST" |

|  |  | Unknown route-map component "vSTR" | Unknown route-map component "exKDSTa" |

|  |  | Unknown route-map component "exv-SHI2l" + Unknown route-map component "vSTR" | Unknown route-map component "exvSHI2+r-" + Unknown route-map component "exSHI1r" |

|  |  | Unknown route-map component "vSTR" | Unknown route-map component "exvCONTf-" |

|  |  | Unknown route-map component "vHST" |

|  | Unknown route-map component "vÜST" |

| Unknown route-map component "utCONTg" | Unknown route-map component "evHST" |

|  |  | Unknown route-map component "utXBHF-L" | Unknown route-map component "vXBHF-R" |  |  |

| Unknown route-map component "utCONTf" | Unknown route-map component "vSTR" |

|  | Unknown route-map component "vÜSTr" |

|  | Unknown route-map component "evHST" |

|  |  |  | Unknown route-map component "vBHF" |

|  |  | Unknown route-map component "CONTgq" | Unknown route-map component "vSTRr-SHI1r" |  |  |

|  |  | Unknown route-map component "CONTgq" | Unknown route-map component "ABZg+r" |  |  |

|  |  | Unknown route-map component "eABZg+l" | Unknown route-map component "exCONTfq" |

|  | Non-passenger station/depot on track |

|  |  |  | Unknown route-map component "ABZgl" | Unknown route-map component "CONTfq" |  |

|  |  | Unknown route-map component "eABZg2" | Unknown route-map component "exSTRc3" |

|  |  |  | Unknown route-map component "KXBHFe-L" + Unknown route-map component "exSTRc12" | Unknown route-map component "exSTR3+4" + Unknown route-map component "utKXBHFa-R" |  |

|  | Unknown route-map component "utCONTgq" | Unknown route-map component "utSTRq" + Unknown route-map component "exSTR+1" | Unknown route-map component "utSTRr" + Unknown route-map component "exSTRc4" |

| Unknown route-map component "d" |  |  | Unknown route-map component "exSTR" + Unknown route-map component "KBHFaq" | Unknown route-map component "TRAJEKTq" | Unknown route-map component "dCONTfq" |

|  | Unknown route-map component "exLSTR" |

|  | Unknown route-map component "KBHFxa" |

|  | Continuation forward |

La linea del Nord è la spina dorsale del sistema ferroviario portoghese. Lunga 336,050 km è la più moderna del paese sia come infrastrutture che materiale circolante. La sua costruzione ha avuto nel tempo grandissima importanza per lo sviluppo delle aree attraversate.
L'intero percorso è a doppio binario, a scartamento largo 1668 mm, ed è totalmente elettrificato; la tratta prossima a Lisbona è a quattro binari.

## Traffico

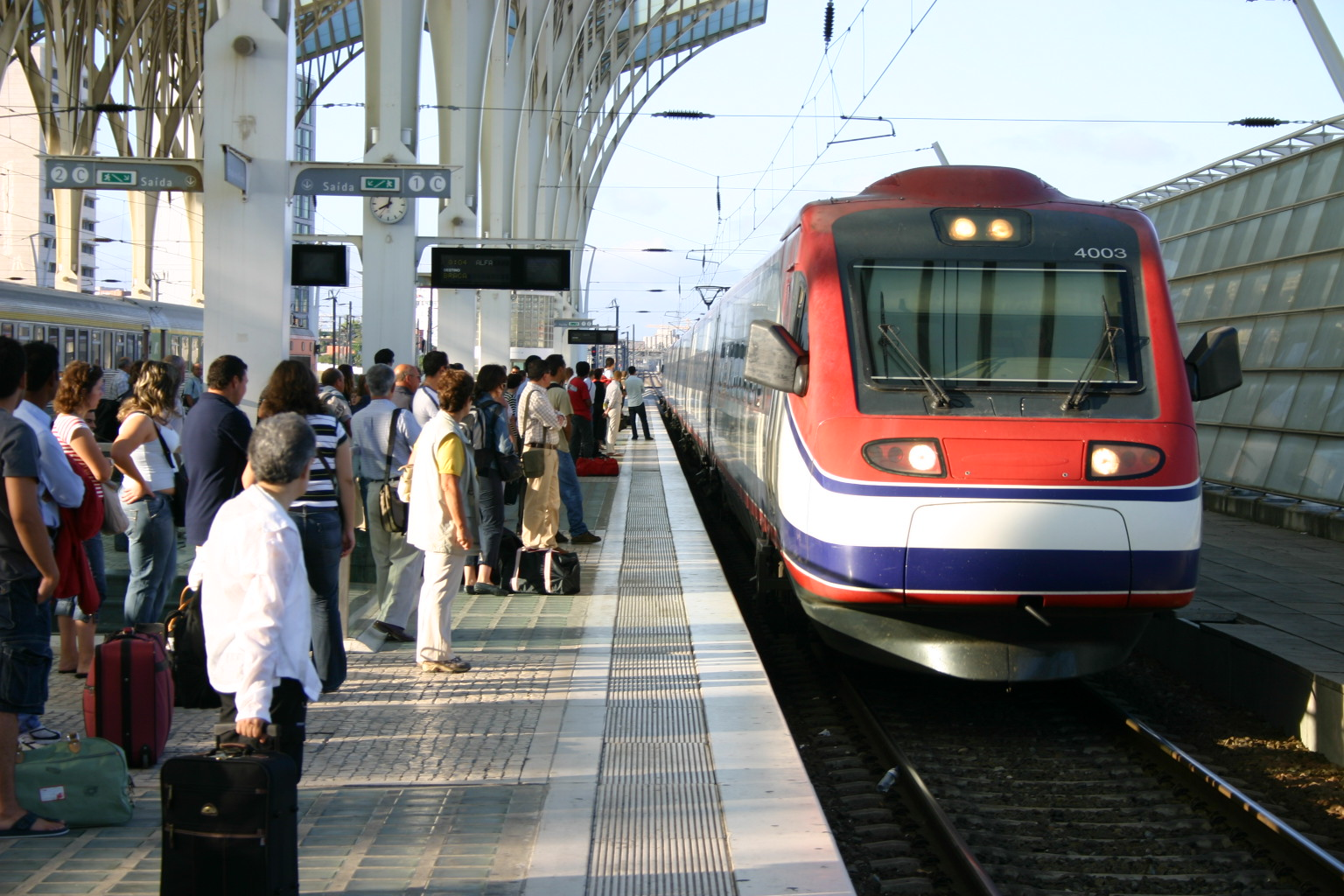
Convoglio Alfa Pendular nella stazione di Lisbona Oriente nel 2006

Tutti i treni, sia passeggeri che merci, sono gestiti dalle Ferrovie dello Stato portoghese (Comboios de Portugal).
Nelle due aree metropolitane di Lisbona e Porto circolano anche treni suburbani operati dalle società controllate CP Urbanos de Lisboa (linha de Azambuja) e CP Urbanos do Porto (linha de Aveiro). Collegamenti ferroviari regionali tra le città principali (Entroncamento, Coimbra e Aveiro) sono instradati sulla linea.
Vi opera anche la più alta categoria di treno portoghese, Alfa Pendular, tra le due città di Lisbona e Porto con collegamenti Intercity tra Lisbona e le città più importanti.

## Galleria d'immagini

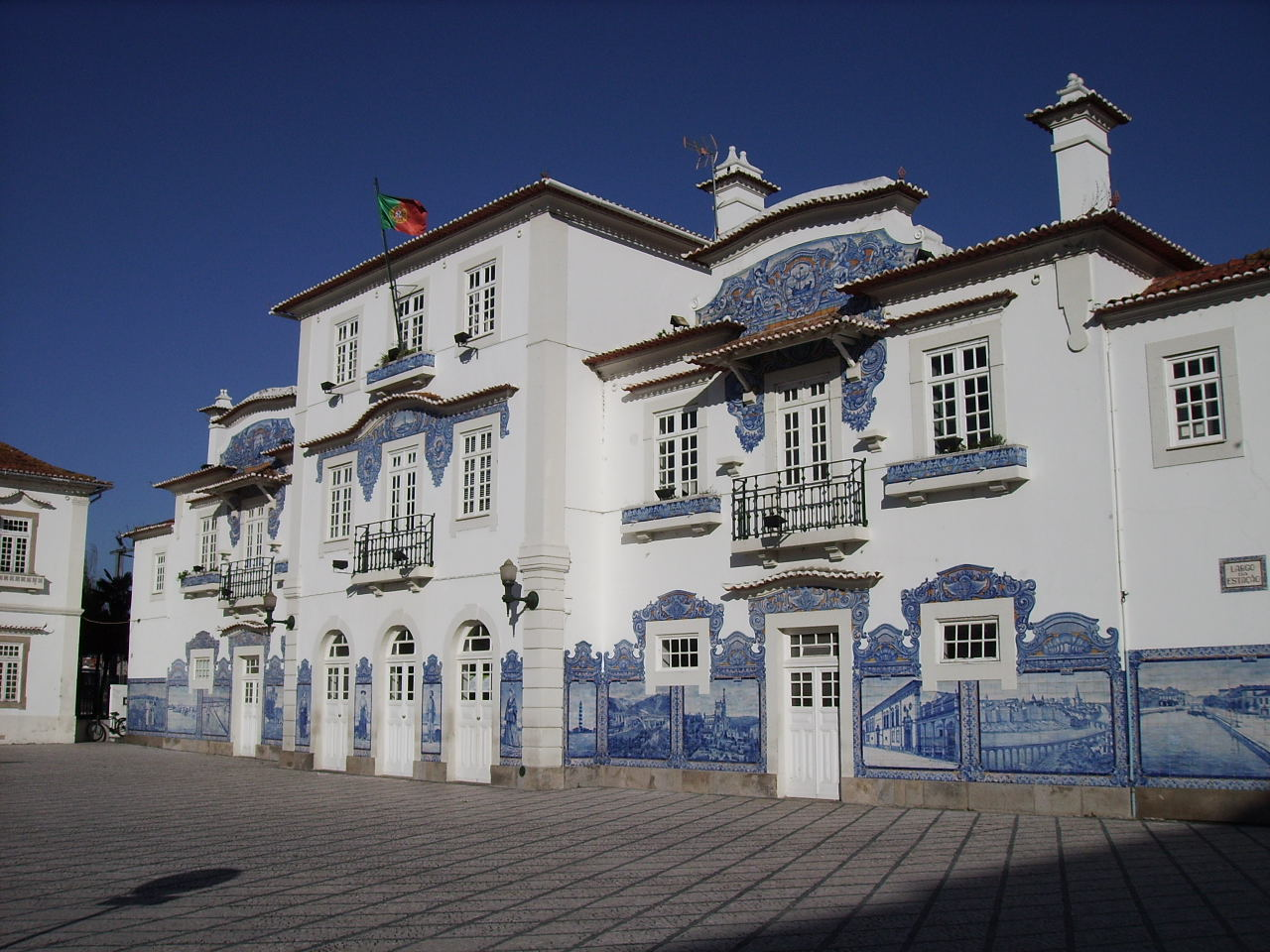
La storica stazione di Aveiro

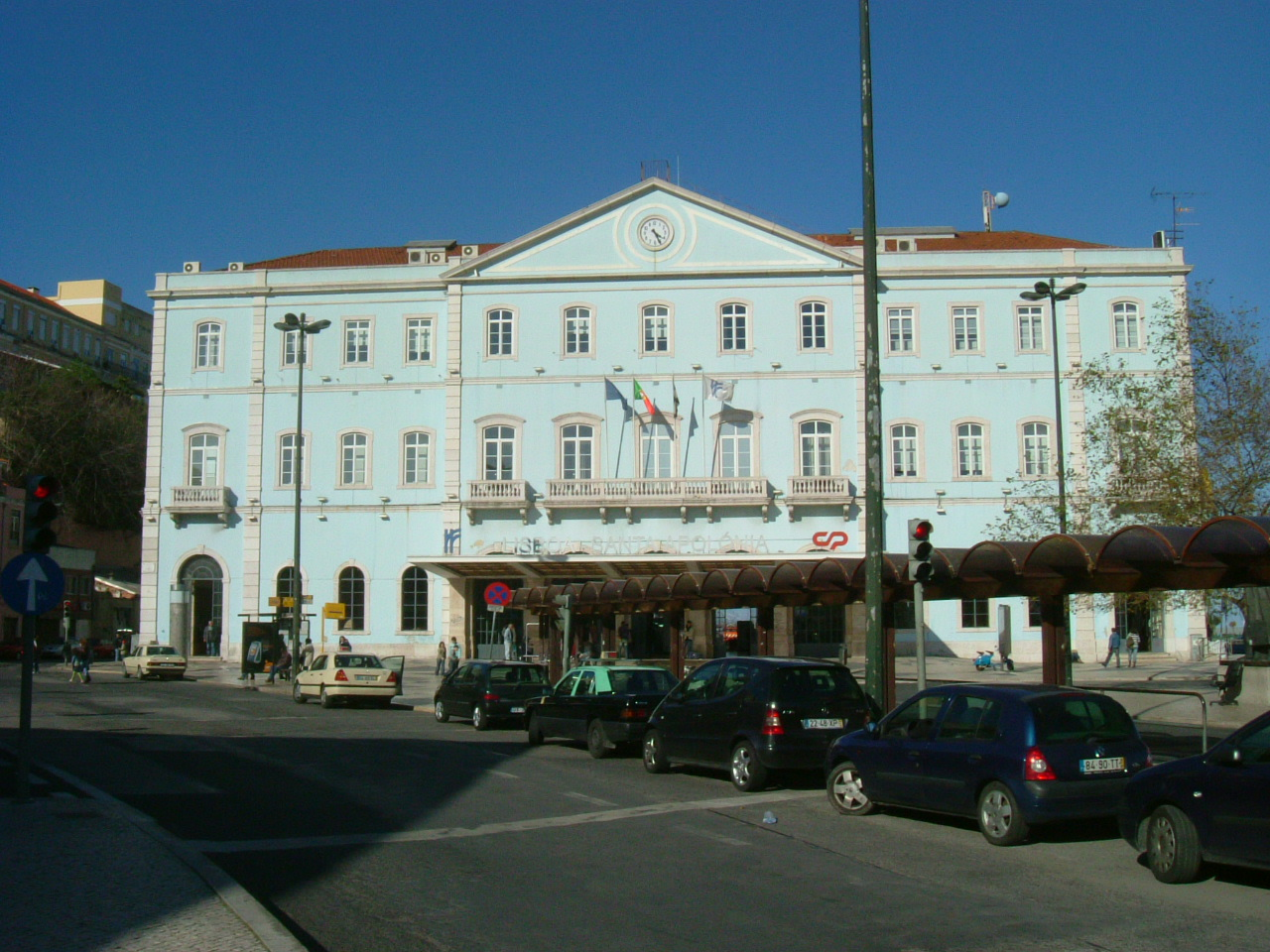
La stazione di Lisbona Santa Apolónia, origine della linea

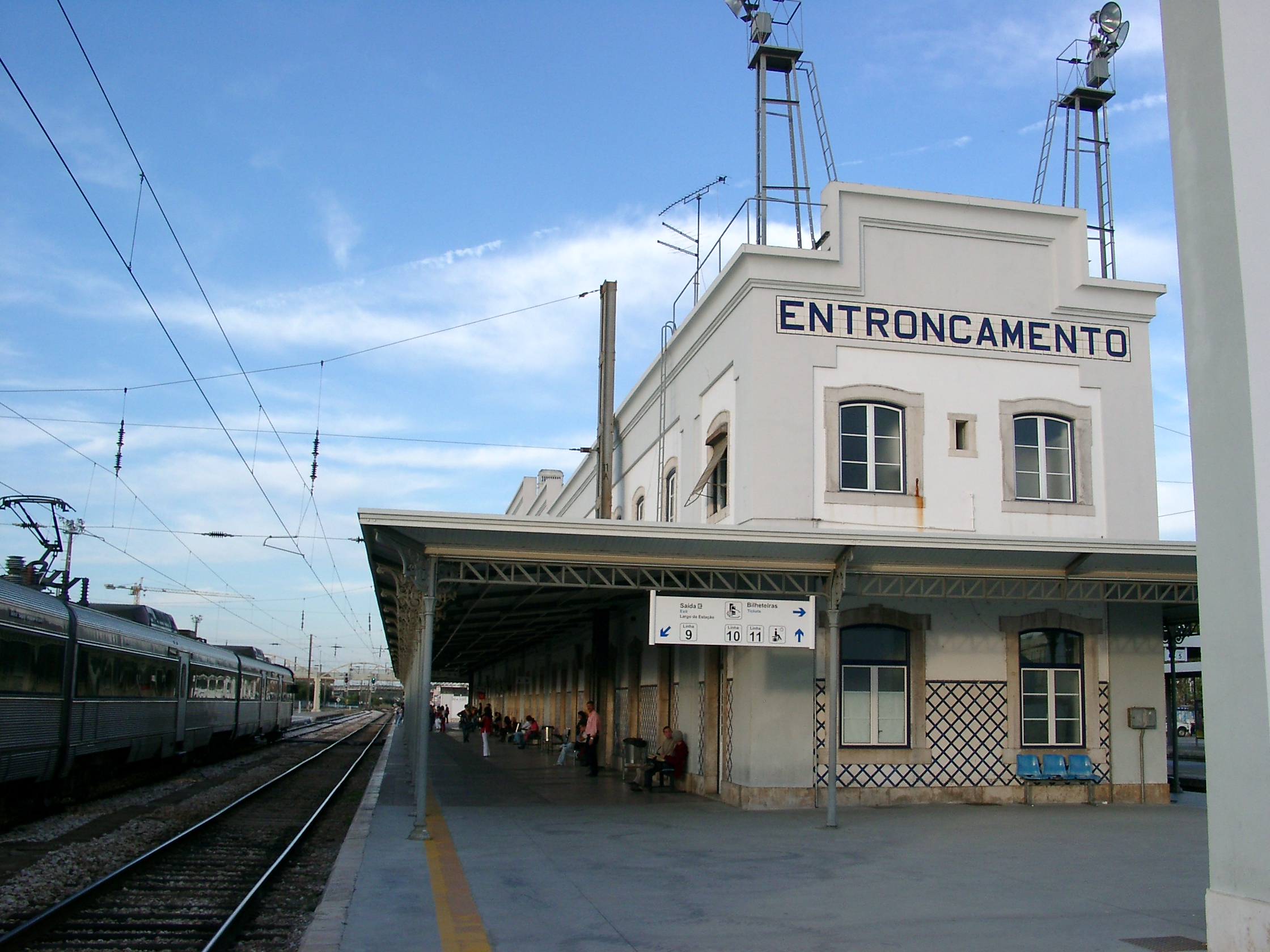
La stazione di Entroncamento, importante diramazione per la linea della Beira Bassa

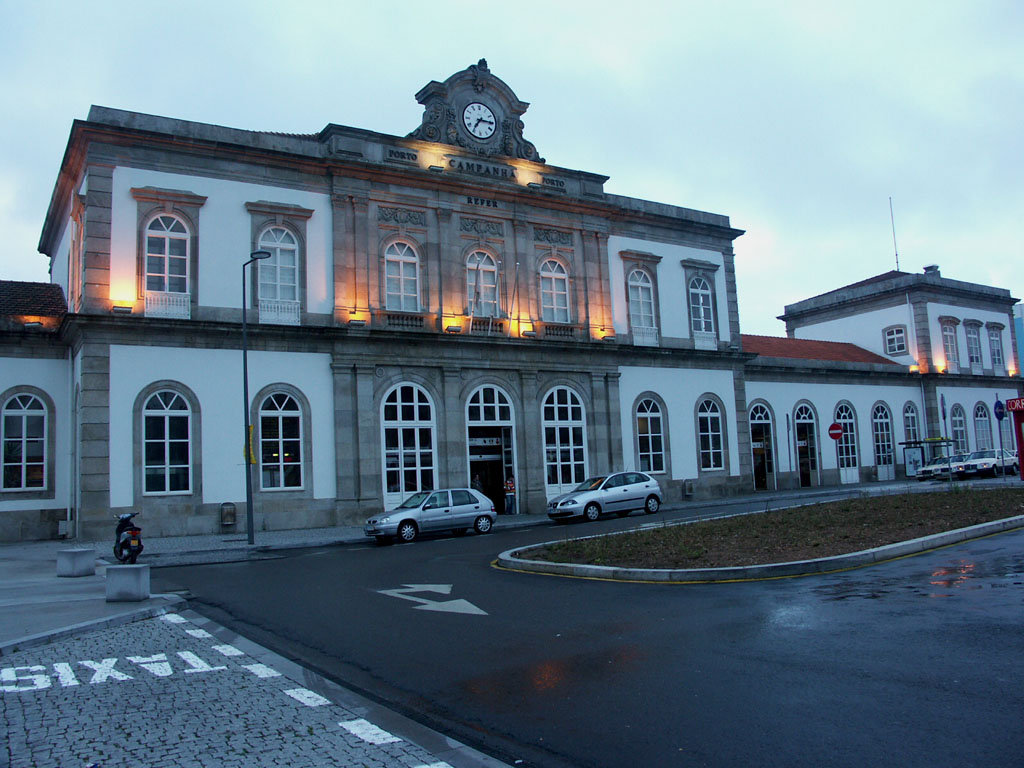
La stazione di Porto Campanhã, termine della linea